# Bávaro (República Dominicana)

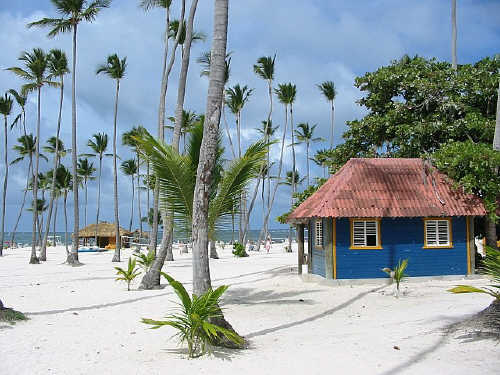
Bávaro

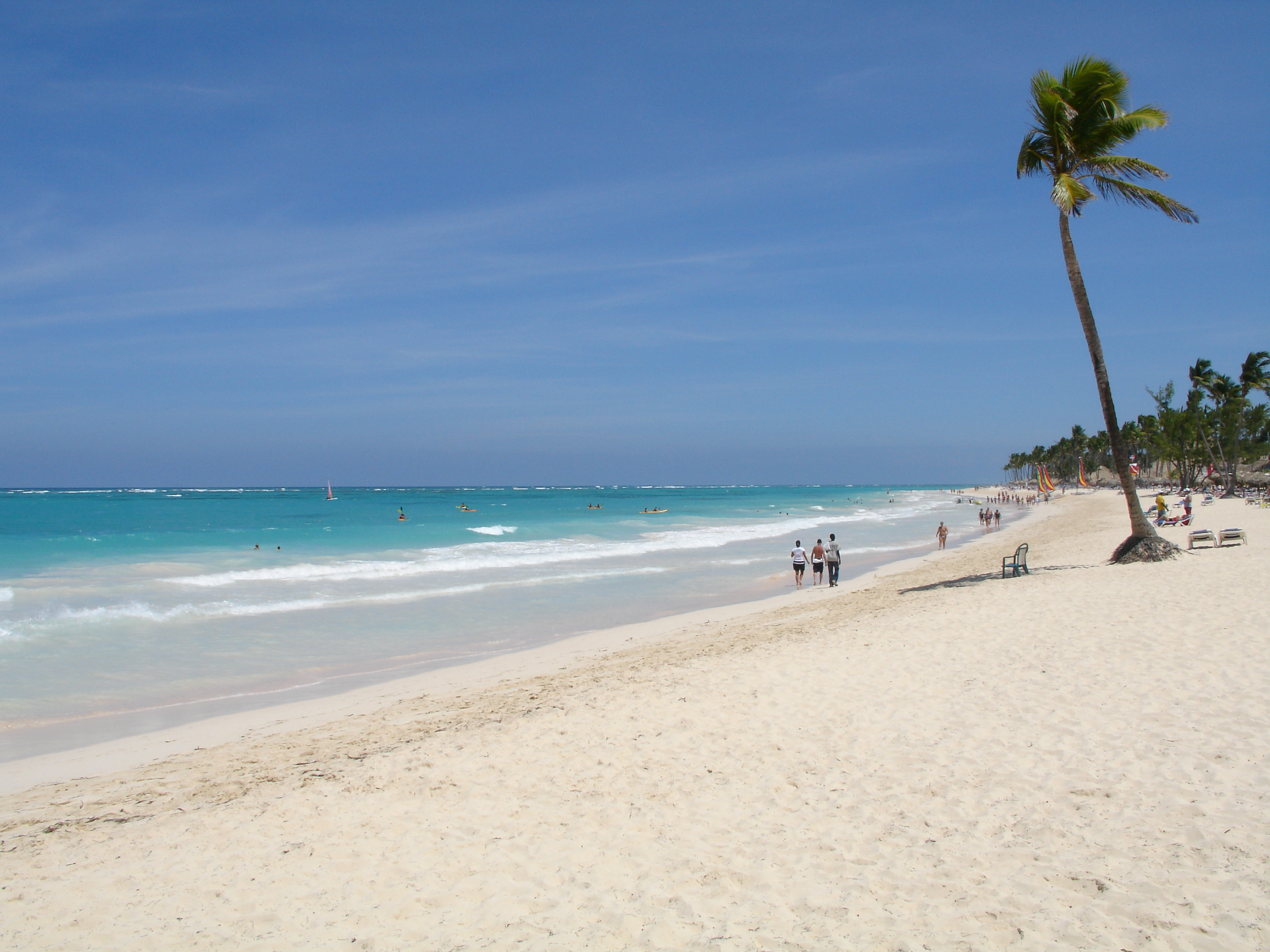
Praia de Bávaro

Bávaro é uma área turística em Punta Cana, situada na província de La Altagracia, na província oriental da República Dominicana. Bávaro foi desenvolvido em conjunto com a área do resort e da região turística de Punta Cana, como uma cidade para os trabalhadores do resort. Como os hotéis começaram a aumentar ao longo da costa leste, ao norte de Punta Cana, Bávaro em si tornou-se um centro de serviços.

## Rede rodoviária
Bávaro tem início numa encruzilhada com Verón, após a cidade de Higüey e a pequena aldeia de Otra Banda, que se estende 15 quilômetros ao norte até o cruzamento com a Praia de Macao. Outras praias ao norte incluem Uvero Alto, Roco Ki e La Vacama. Bávaro possui 10 quilômetros de orla marítima.
No centro de Bávaro se encontra o cruzamento de Friusa. Depois do cruzamento com Verón, no lado direito, há uma estrada importante para Cabeza de Toro, a parte mais ao leste da ilha de Hispaniola, assim como da República Dominicana. O próximo cruzamento, El Coco Loco, leva até o Friusa Centar e locais mais ao norte.

## Hotéis, bares e restaurantes
O hotel mais antigo da área, Barcelo; fica depois da encruzilhada da estrada Coco Loco e Villas Bavaro I e II (lado esquerdo). Um dos hotéis mais novos é o Now Larimar. O Cocotal Golf está em frente de três hotéis Melia (Paradisus Palma Real, Melia Caribe e Tropical) e no meio, o shopping, Plaza Palma Real.
Depois dos hotéis Melia é El Cortecito, o coração de Bávaro e algumas pessoas dizem ser uma pequena vila de pescadores. Na verdade, El Cortecito foi estabelecido pelo Sr. Cedeño de Higüey como uma área de carpinteiros (do espanhol, corte - corte). A primeira estrada de areia ligava o Aeroporto Internacional de Punta Cana a alguns hotéis, passando perto do mar. O edifício mais antigo de Los Corales (onde começa El Cortecito) é em estilo rústico com um edifício de cor marrom, onde existem 3 bares à beira da praia: Barra de bambu, Solas e Umi.